# It's Not Enough
«It's Not Enough» es una canción del grupo británico The Who, publicada en el álbum de estudio Endless Wire en 2006. El tema, compuesto por el guitarrista Pete Townshend y por su compañera Rachel Fuller, fue lanzado también como primer sencillo del álbum y alcanzó el puesto 37 en la lista Mainstream Rock Tracks, la primera presencia del grupo en una lista de éxitos estadounidense desde el lanzamiento de «Eminence Front» en 1982. La canción apareció también en el musical The Boy Who Heard Music.

## Historia
La canción fue originalmente compuesta por Rachel Fuller, pero a Pete Townshend le gustó la música y escribió una letra diferente para el tema que apareció finalmente en Endless Wire. Sobre el origen de la canción, Townshend explicó: «Viendo Le Mepris, la película de Jean-Luc Godard protagonizada por Brigitte Bardot, me encontré considerando por qué escogemos a gente como compañeros con los que no nos sentimos del todo bien. Bardot le pide a su amante: "¿Adoras mis piernas?". Él asiente. "¿Y mis pechos?". Él asiente. Sigue así con el resto del cuerpo. Él asiente siempre. Cuando termine, se levanta y le dice: "No es suficiente"». Bardot y la película Le Mepris son mencionadas en la canción.
Townshend explicó en un pódcast de In the Attic que estaba preocupado de que alguna gente criticara que la canción estuviese coescrita con Fuller, pero afirmó que sonaba más a The Who que cualquier otra canción del álbum.

## Personal
- Roger Daltrey: voz
- Pete Townshend: guitarra y coros
- Jolyon Dixon: guitarra acústica
- Stuart Ross: bajo
- Rachel Fuller: teclados
- Peter Huntington: batería